# Proteste in Nigeria del 2020
Le proteste in Nigeria del 2020, meglio conosciuto con l'hashtag #EndSARS, sono una serie di manifestazioni e dimostrazioni contro la polizia accusata di fatti di torture ed altri crimini in Nigeria dall'ottobre del 2020. I manifestanti hanno chiesto al governo di sciogliere il corpo di polizia speciale, la Special Anti-Robbery Squad (SARS).

## Galleria d'immagini

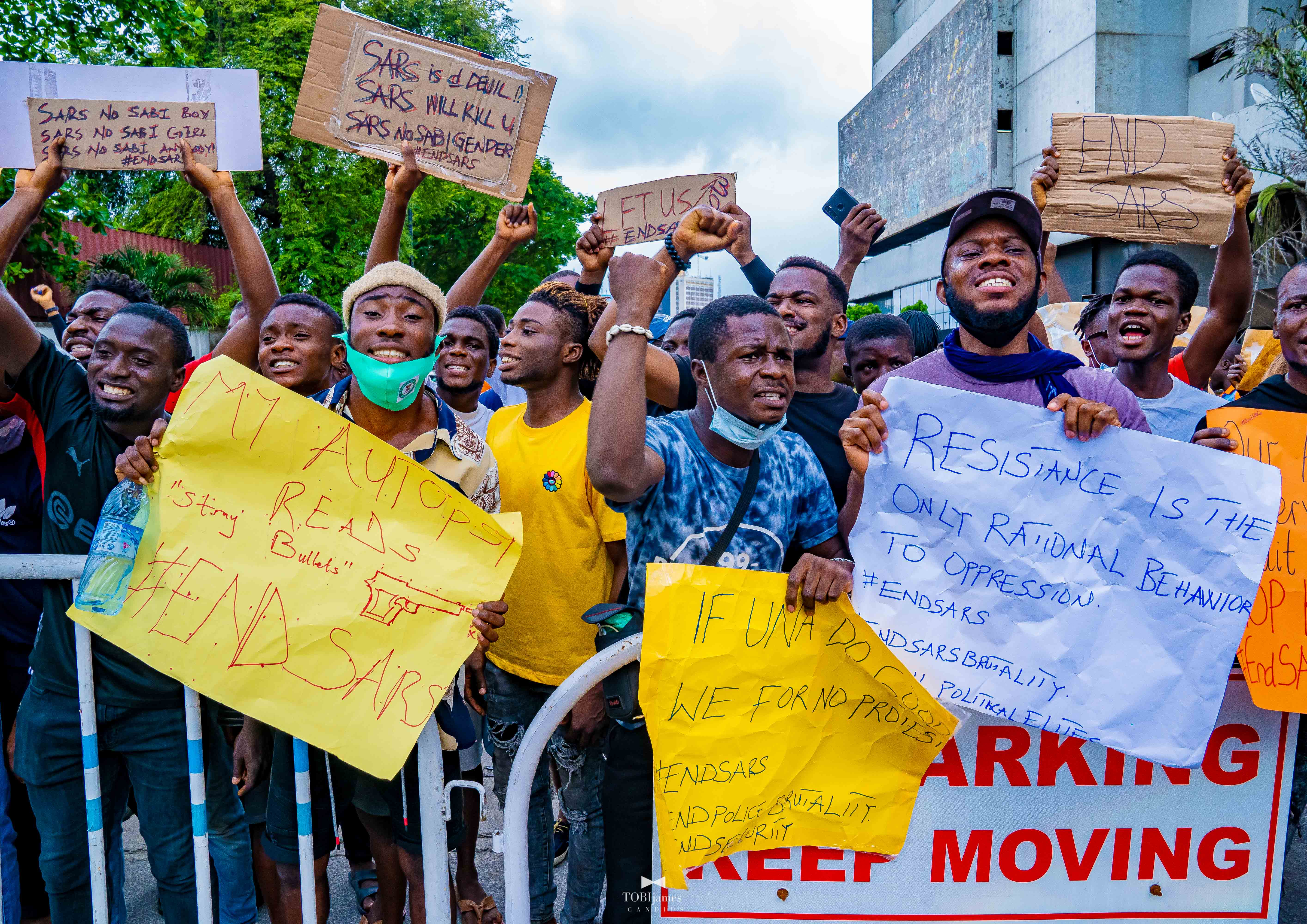
Manifestanti bloccati da una barricata mentre protestano contro le esecuzioni extra-giudiziarie
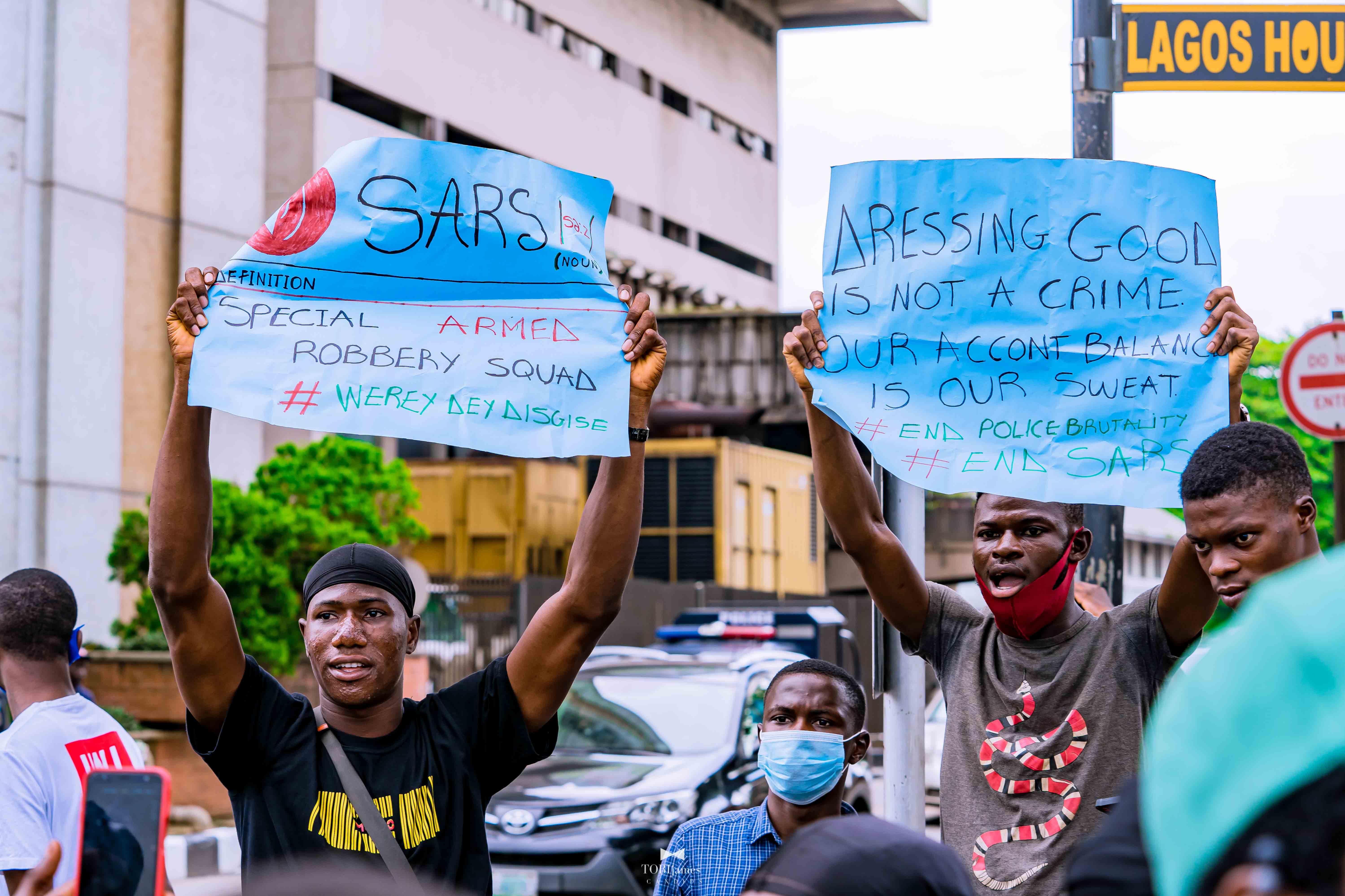
Due attivisti davanti alla sede del governatore dello stato di Lagos
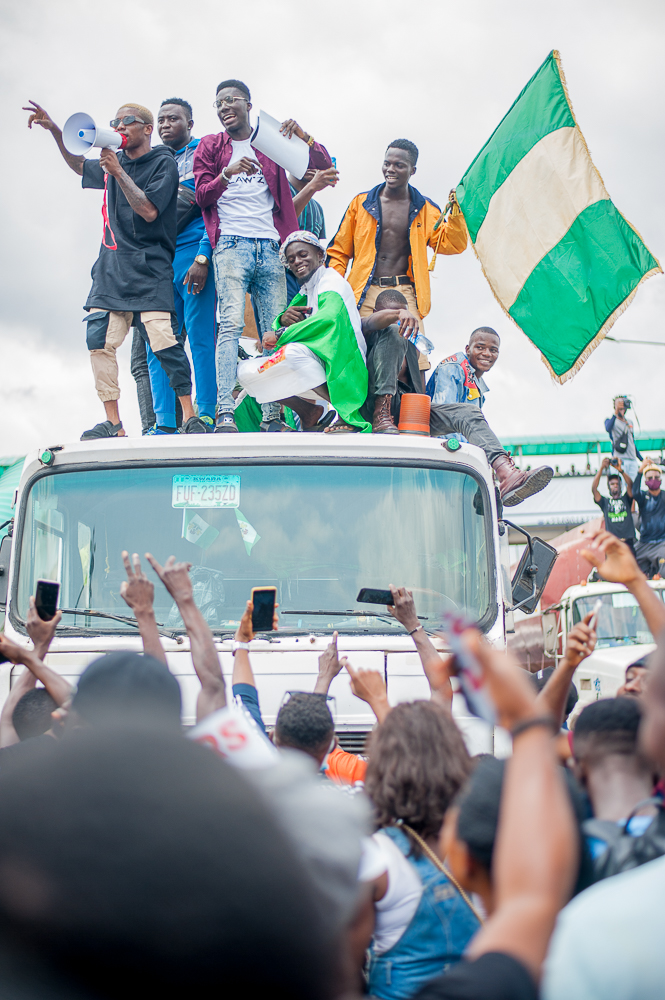
Dimostranti a Lagos
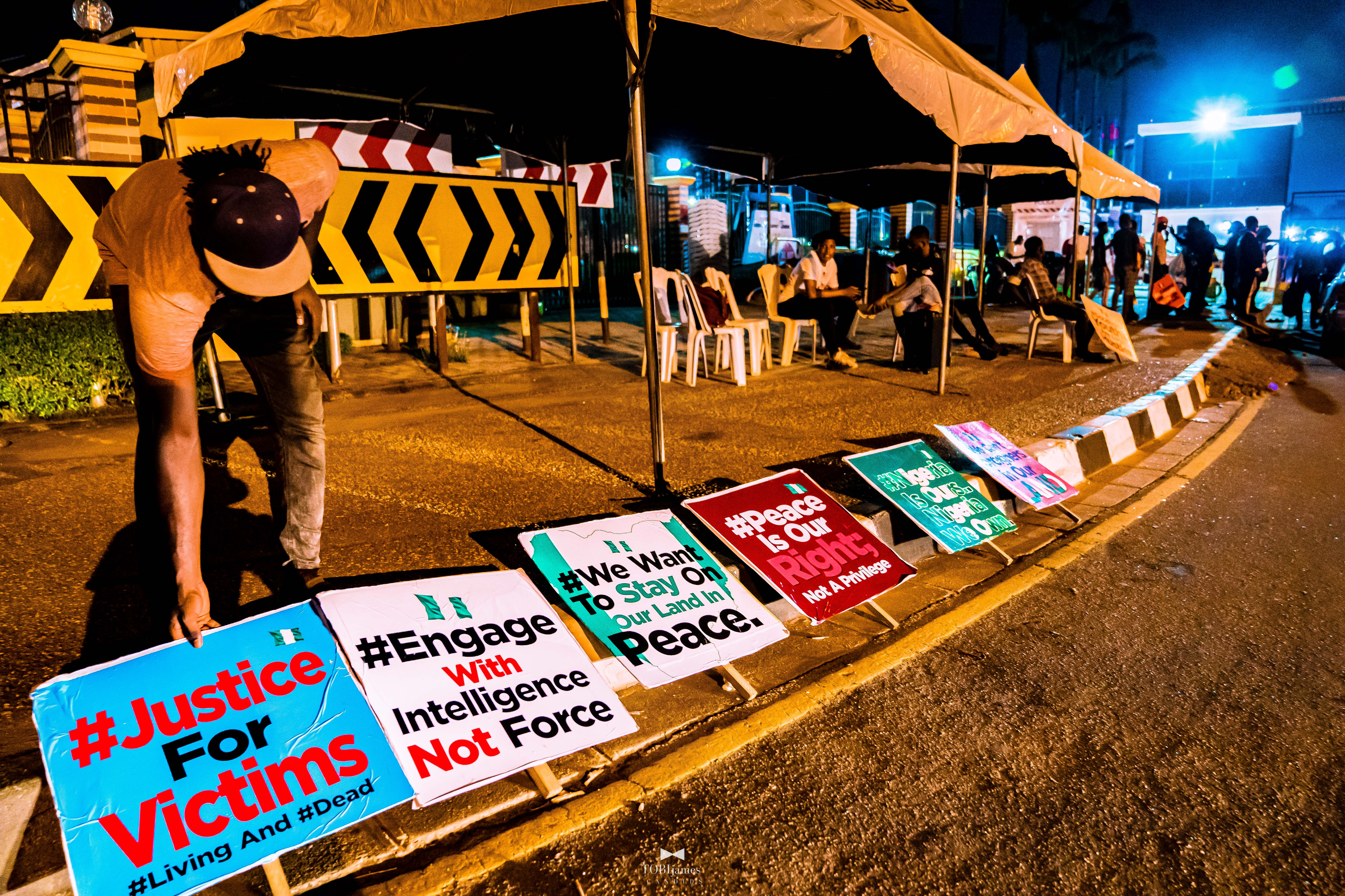
Presidio notturno di giovani attivisti